# Steen-Michael Petersen
Steen-Michael Petersen (Copenaghen, 29 ottobre 1959) è un ex ciclista su strada danese, professionista dal 1984 al 1987. Seppur colse alcune vittorie fra i dilettanti, non riuscì ad imporsi in nessuna competizione fra i professionisti; tuttavia ottenne qualche piazzamento di rilievo, come il quinto posto al Giro di Puglia 1984 e il decimo al Gran Premio Montelupo dello stesso anno.

## Palmarès
- 1977 (dilettanti)

Dusika Jugend Tour (Sankt Corona am Wechsel > Vienna)
- 1983 (dilettanti)

Coppa Lanciotto Ballerini
Giro Tre Provincie Toscane

## Piazzamenti

### Grandi Giri
- Giro d'Italia

1984: 72º
1985: 51º
1986: ritirato
- Vuelta a España

1987: ritirato

### Classiche monumento
- Milano-Sanremo

1986: 101º
- Liegi-Bastogne-Liegi

1987: 99º

### Competizioni mondiali
- Campionati del mondo

Goodwood 1982 - In linea dil.: 13º
Altenrhein 1983 - In linea dil.: 11º
Giavera del Montello 1985 - In linea: 49º
Villach 1987 - In linea: ritirato